# تاریخ اجتماعی مادها

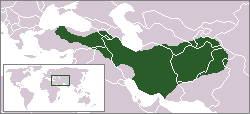
گسترهٔ پادشاهی ماد در سال 600 پیش از میلاد.

تاریخ اجتماعی مادها به موارد مربوط به تاریخ اجتماعی در دورهٔ پادشاهی ماد می‌پردازد؛ که شامل حوزهٔ وسیعی از جلوه‌های مختلف زندگی و طبقات اجتماعی مادها می‌شود.

## سرزمین ماد
مادها مردمی از تیرهٔ آریاییان بودند که در آغاز قرن بیست تا میانهٔ قرن بیست و دوم پیش از میلاد در نواحی غربی و مرکزی ایران، حدود آذربایجان و کردستان امروزی، حکومتی تشکیل دادند. مجموعهٔ لشکرکشی‌های آشور به سرزمین ماد در قرن هشتم پیش از میلاد و خطر حمله از غرب به‌وسیلهٔ دولت آشور، نیاز تشکیل یک دولت متمرکز را برای مادها که جدیدترین مهاجران به زاگرس بودند به وجود آورد. بعدها با همدستی کلده و بابل در سال ‍۶۱۲ پیش از میلاد، توانستند بر آشوری‌ها غلبه کنند و پادشاهی وسیعی تشکیل دادند که از رود هالیس در ترکیهٔ امروزی (قزل ایرماق) تا خراسان امتداد داشت و حدود ۱۵۰ سال دوام داشت. دیاکو بنیان‌گذار پادشاهی ماد در پایتخت خود همدان بر روی تپه‌ای، هفت قلعهٔ تودرتو ساخت و هریک را به رنگی خاص درآورد و نام این شهر را هگمتانه نهاد. هووخشتره بزرگترین پادشاه ماد بود که توانست بر آشوریان غلبه کند و آخرین پادشاه مادها ایشتوویگو بود که در سال ۵۵۰ پیش از میلاد به‌دست کوروش دوم شکست خورد و پادشاهی ماد از بین رفت.

## طوایف ماد
هرودوت پس از تأسیس پادشاهی ماد، از شش طایفهٔ مادی نام می‌برد و محتملاً پیش از تأسیس پادشاهی ماد همهٔ قبایل مذکور اصالتاً مادی نبودند:
- بوسیان
- پارتاکن ها
- استروخاتیان
- آریزانتایی‌ها
- بودیان
- مغان[۵]

از میان این طایفه‌ها فقط آریزانتایی‌ها، به‌معنای «دارای اصل و نسب آریایی» دارای ریشه‌شناسی آشکار ایرانی است، این طایف در منطقه ملایر امروزی سکونت داشته‌اند . اما در مورد دیگر قبایل تقریباً هیچ اطلاعاتی در دست نداریم.

## تمدن ماد

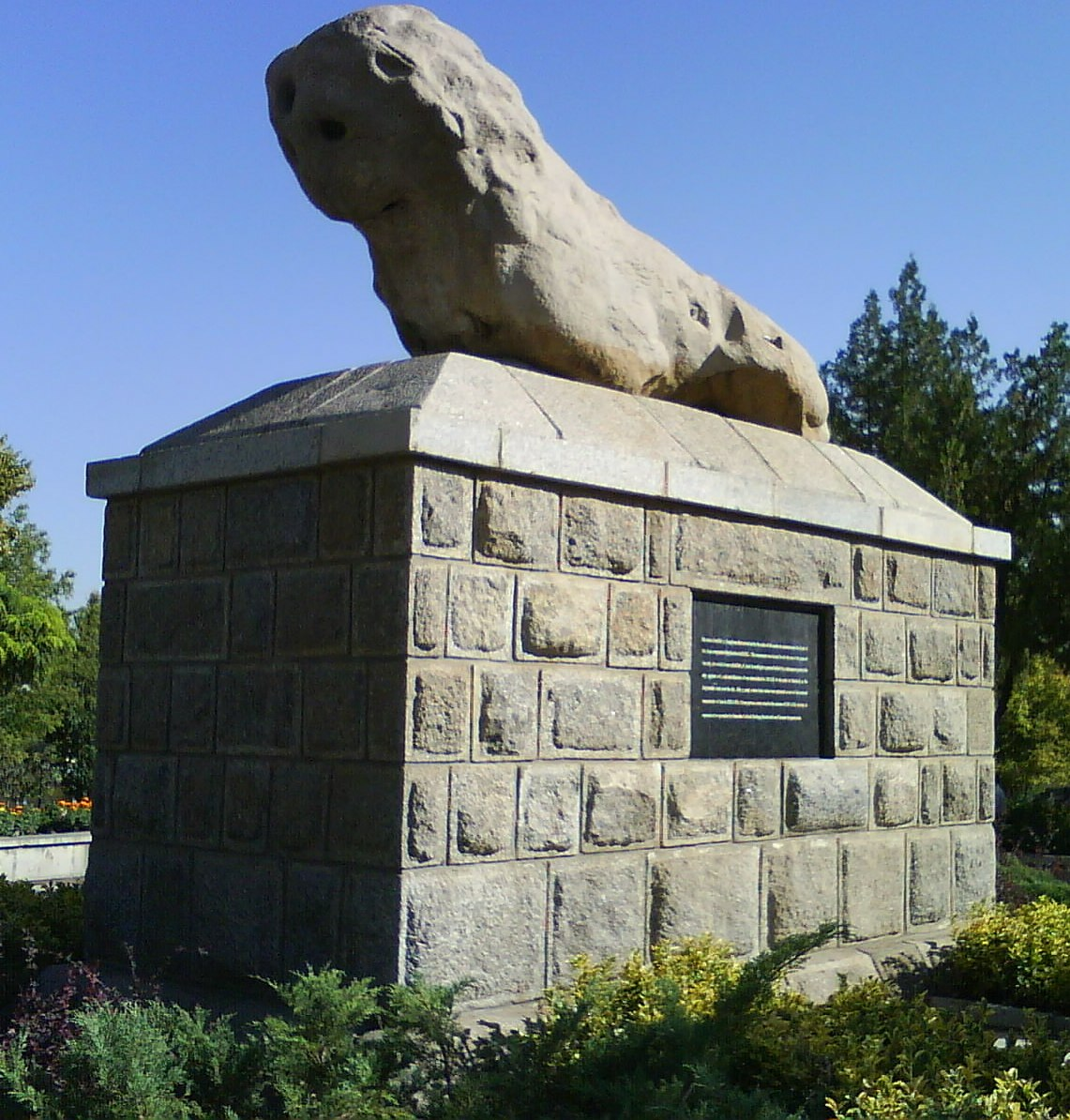
مجسمه شیر سنگی.

آثار مربوط به تمدن مادها بسیار اندک است و اطلاعات موجود نیز مستقیماً از تاریخ بابل و آشور به ما رسیده‌است. از آثار کشف‌شده از تپه سیلک کاشان که مربوط به تمدن مادی است می‌توان به گورهایی اشاره کرد که عبارت بودند از گودال‌هایی که روی زمین کنده شده و سپس جسد به‌همراه وسایلش در آن قرار داده شده‌بود. از آثار باستانی دیگر منسوب به ایشان، بناها و سنگ‌نگاره‌هایی است که در نواحی همدان، کرمانشاه و لرستان باقی مانده‌است و مهم‌ترین آن‌ها مجسمه شیر سنگی و دخمه‌هایی با نقش فَرَوهر از آن جمله است.

## جامعه و اقتصاد مادها
در حال حاضر، هیچ اطلاعات مستقیمی از نهادهای اجتماعی و سازمان‌های اقتصادی جامعهٔ ماد در دست نداریم. هرودوت اشاره می‌کند که مادها ۶ قبیله بودند که از میان آن‌ها فقط آریزانتایی‌ها، به‌معنای «دارای اصل و نسب آریایی» دارای ریشه‌شناسی آشکار ایرانی است، اما در مورد دیگر قبایل تقریباً هیچ اطلاعاتی در دست نداریم. ظاهراً، برخی از عناصر سیستم مدیریتی و اداری مادها که از آشوریان آموخته بودند، تا پس از سقوط آشور نیز در استان‌های مادی ادامه داشت و مادها به تدریج این سیستم اداری را همچون نهادهای سنتی خودشان تصور می‌کردند. یانوش هارماتا کوشید تا منشأ سیستم اداری مادها را ردیابی کند و در این کار، مبنای استدلال‌های خود را عمدتاً بر روی داده‌های زبان‌شناسی قرار داد. وی به این نتیجه رسید که مادها دارای «سازمان اداری بسیار توسعه‌یافته‌ای بودند که پس از آن‌ها نیز این سیستم توسط هخامنشیان مورد استفاده و اقتباس قرار گرفت.» در هر صورت، جایگاه ساتراپ که هخامنشیان از آن استفاده می‌کردند، حتی پیش از ظهور دولت ماد نیز برای تعیین رؤسای مستقل وجود داشته‌است.
آثار ارزشمند باستان‌شناختی به‌دست‌آمده از تپه نوشیجان، گودین‌تپه و دیگر محوطه‌های باستانی و همچنین سنگ‌نگاره‌های آشوری، نشان می‌دهند که در نیمهٔ نخست هزارهٔ یکم پیش از میلاد، سکونت‌گاه‌های شهری در مناطق مختلفی از ماد وجود داشته‌اند که مراکز تولید صنایع دستی و اقتصاد دامداری و کشاورزی اندکی را تشکیل می‌دادند. با قضاوت بر اساس منابع آشوری، شغل اول و اصلی مردم مناطق ماد، پرورش اسب و تولید صنایع دستی بود. آشوریان از مناطق مادی، اسب، گاو، گوسفند، شتر باختری، سنگ لاجورد، برنز، طلا، نقره و دیگر فلزات و همچنین پارچه‌های پشمی و کتانی را به عنوان باج و خراج دریافت می‌کردند.
معیار ثروت در جامعه ماد گذشته از عواید توزیعی حاصل از ترانزیت تجارت سنگ لاجورد هنوز با تعداد پَسو-ویرا یعنی حیوانات اهلی، عمدتاً اسب و مردانی که با تابعیت مشترکشان در اختیار یک پدرسالار بودند، سنجیده می‌شد. هر چند که خاندان‌های اشرافی طبعاً اشیای ساخته از طلا، نقره و مس نیز در اختیار داشتند. اما مقدار آن‌ها چنان نبود که رقم جداگانه‌ای را در خراج پرداختی به آشور را تشکیل دهد.
اما با تسخیر آشور و نینوا، مادها یک شبه به ثروت‌های هنگفت و باورنکردنی دست یافتند که طبعاً میان افراد معدودی همچون اشرافیت و رهبران نظامی جمع می‌شد. تردیدی نیست که ترکیب جامعه ماد بسیار شبیه به دورهٔ ایران هخامنشی بود که از راه کتیبهٔ بیستون، بایگانی‌های تخت جمشید و مؤلفان یونانی از آن آگاهی داریم.

## ویژگی‌های اجتماعی
خانواده به‌صورت پدرسالاری اداره می‌شد و از مجموع چند خانواده، تیره و از مجموع چند تیره، عشیره تشکیل می‌شد که در محلی بنام دهکده و ولایت زندگی می‌کردند. از جمع عشیره‌ها، قبیله و از جمع قبیله‌ها کشور به‌وجود می‌آمد. سالمندترین فرد به‌عنوان رئیس عشیره انتخاب می‌شد؛ عشیره‌ها زندگانی سیاسی و اجتماعی مستقلی داشتند. هنگامی که جامعهٔ طبقاتی شکل گرفت، همین رئیسان به‌عنوان اشراف و طبقهٔ حکم محسوب می‌شدند. مادها مردمی بودند که حشم و گله زیاد داشتند، شبانی می‌کردند و در عرابه‌ها حرکت می‌نمودند. خانواده بر ریاست مطلقهٔ پدر و تعدد زن‌ها تشکیل می‌شد، طلا و نقره را می‌شناختند و در صنعت در مرحلهٔ ابتدایی بودند و بعدها به زراعت پرداختند و شهرنشین شدند.
تحولات جامعهٔ ماد را از آثار به‌جامانده از تمدن آن‌ها می‌توان حدس زد. وجود دژها و قلعه‌های سنگی از جنگ‌های مداوم حکایت دارد. مادها که تا پیش از این از هم جدا زندگی می‌کردند، با احساس خطر از طرف دشمن و برای دفاع از خود، شروع به ساخت و زندگی در دژهای محکمی نمودند که این زندگی باعث ایجاد تحولات جدیدی در جامعه شد، از جمله تقسیم‌بندی در مشاغل همچنین وجود این قلعه‌ها از جهتی نشانهٔ پیدایش اختلاف سطح ثروت و جنگ‌های بین حاکمان و دولت‌های کوچک بود.

## زبان مادی
استرابون معتقد است که زبان مادها به زبان پارسیان، آریاییان، باختریان و سغدیان شباهت داشته‌است. دارمستتر معتقد است زبان مادی با زبان اوستایی مطابق بوده و بی‌شک زبان تکلمی آنان آریایی بوده‌است و همچنین با زبان پارس‌ها نیز قرابت و نزدیکی دارد. اما هرودت به تفصیل از ایشان یاد کرده و از زبان ایشان به کلماتی چون «سپاکو» به معنی «سگ ماده» و «پَرَدَنُر» به‌معنی «باغ‌های پیرامون کاخ و آبادی» اشاره کرده‌است. زبان و خط مادی را بسیار نزدیک به زبان و خط فارسی باستان حدس می‌زنند که به‌تدریج از میان رفته‌است.

### ادبیات مادی
هیچ اثر مکتوبی از زبان مادی در دست نیست و مشخص نیست که این زبان اصولاً به رشتهٔ تحریر درآمده یا نه؛ اما در نوشته‌های مورخان یونانی، مانند کتزیاس و دینون و هرودوت به داستان‌ها، قصه‌ها و اشعار این دوره اشاره شده‌است. برای نمونه، عشق استریانگایوس به زرینا، ملکهٔ سکاها و ناکام ماندن وی «زریادرس و اداتیس» را می‌توان نام برد که در مآخذ متعددی دیده می‌شود که به نظر مری بویس اصل مادی دارد و بعدها به‌صورت داستان گشتاسپ و کتایون در شاهنامه بازتاب یافته‌است. از دیگر آثار ادبی مادی می‌توان از داستان‌های حماسیِ مادی یاد کرد که به پایه‌گذاری دولت ماد انجامیده و در آثار کتزیاس نقل شده‌است.
به‌گفتهٔ هرودوت، در زمان پادشاهی دَهیوکه، دعاوی‌ای را که می‌نوشتند، نزد وی می‌فرستادند. سپس او دربارهٔ آنچه نزدش آورده شده‌بود، داوری می‌کرد و داوری‌هایش را بازپس می‌فرستاد. تنها شاهد مستقیمی که نشان می‌دهد مادها خط را می‌شناختند، تکه‌ای سیمین است که در تپهٔ نوشیجان کشف شده و بخش‌هایی از دو نشانهٔ خط میخی بر آن به‌جا مانده‌است، اما شناسایی نوع خط میخی و زبان آن ناممکن است. به باور دیاکونوف، خط میخی هخامنشی باستان (خطی که برای کتیبه‌هایشان به‌کار می‌بردند)، در اصل نوآوری مادها بوده، درحالی‌که رودیگر اشمیت احتمال می‌دهد مادها از خط میخی آشوری بهره می‌بردند.

## پوشش مادها

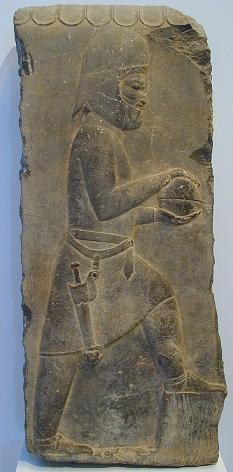
یک مادی بر دیوار کاخ خشایارشا در تخت جمشید که لباس مادی بر تن کرده‌است.

یک مادی بر دیوار کاخ سارگون در خُرس‌آباد که لباس مادی بر تن دارد

جمعیت ولایات غربی ماد، هم در شیوه و نوع زندگی و از جمله لباس پوشیدن از بابلی‌ها تقلید می‌کردند –اما در جانب شرقی زاگرس لباس رایج مردمان تقلیدی از لولویی‌های هزارهٔ سوم پیش از میلاد بود، یعنی یک پوستین بر روی یک بلوز کوتاه که در روی شانهٔ چپ سفت و محکم می‌شد و گهگاه در زیر کمر تا می‌خورد؛ جنس این پوستین برای نُجبا پوست پلنگ و برای دیگران پوست گوسفند بود. موها با یک روبان قرمز بسته می‌شد و مردها ریش خود را اصلاح می‌کردند. لباس مادها یک پیراهن گشاد با آستین‌های بلند و گشاد و شلوارهای گشاد و پیله‌دار یعنی عملاً دامن‌هایی بلند که از میان پاها عبور می‌کرد و روی کمر تا می‌خورد و یک کت کوتاه از پارچه‌ای بافته‌شده که با نخ‌های پشمی رنگارنگ گل‌دوزی شده‌بود. این لباس‌ها اندکی به لباس سکاها شبیه است. روحانیون مادی جامه‌هایی بلند دربردارند که آن هم مطابق با عرف زرتشتی متاخر بود.

## دین مادها
دین ماد باستان یک دین ابتدائی مزدایی بود. در ماد یک مزداپرست را مَزُدَیزنَه (mazdayazna) می‌خواندند که از صورت اوستایی‌اش مَزُدیسنَه (mazdayasna) آشکارا جدا می‌شود. آنان در دیرین‌ترین زمان مجموعه‌ای از خدایان را می‌پرستیدند که می‌بایست با آریاییان میتانی شباهت بسیاری داشته باشند. آیین زروانی دین مغان مادی پیش از فرارسیدن دین زرتشت بود.
مغان گروه روحانی دولت کهن ماد بودند. مغان پیش از دین زرتشتی دارای بررسی‌هایی دربارهٔ زمان به گونهٔ تکامل یافتهٔ آن بودند که ظاهراً درون مایهٔ دین ایشان را می‌ساخت. خدایان زمان در صورت ابتدائی خود در همه‌جا در دین‌های ابتدائی دیده می‌شوند و غالباً جای ویژه‌ای در میا خدایان ندارند این‌ها خدایان سرنوشت و خدایان ابتدائی مرگ هستند ولی خدای زمانی که در ماد پرستش می‌شد، بالاترین خداست. نام خدای زمان در زبان‌های ایرانی میانه زروان یا زوروان است. معنای اصلی این واژه زمان است. آئین زروانی صورتی از دین مزدایی است ولی مسلماً زرتشتی نیست.
در مورد اینکه از چه زمانی تبلیغ دین زرتشتی در ری، پایگاه مرکزی مغان آغاز به فعالیت کرد، قرائن و شواهد روشنی موجود نیست. گمان می‌رود که دیرترین هنگام برای این رویداد هنگام بنیادگذاری دولت هخامنشیان بوده‌باشد.